# استان سانتا باربارا
استان سانتا باربارا (به اسپانیایی: Santa Bárbara Department) یکی از استان‌های ۱۸ گانه کشور هندوراس در آمریکای مرکزی که در شمالغربی این کشور واقع شده است